# 倪斯蕙
倪斯蕙（1569年—？），字爾澹，號禺同，四川重慶衛軍籍，重慶府巴縣人，明朝政治人物。

## 生平
与同乡鄒廷彦齐名，學者稱为“邹倪”。萬曆二十年（1592年）聯捷壬辰科三甲第四十名進士，与邹庭彦同科。授湖廣蒲圻縣知縣。擢升吏部考功司主事，二十八年七月与刑部广西司主事陆应川任河南乡试同考官。历文选司员外郎，升郎中，三十一年四月升太常寺少卿提督四夷館添注，乞假归省。三十二年四月起复原职，养病回籍。天啟二年（1622年）起用为光禄寺卿，丁父艰，不赴任。五年（1625年）六月復除南京光禄寺卿管少卿事，六年三月仕至南京戶部左侍郎，七年以尚書服色致仕。後与同乡王應熊家族发生争执，王应熊弟王应熙，嗾使倪斯蕙从孙倪大成发难，赴京控告倪斯蕙在籍不法，其子倪天和被逮入狱，时倪斯蕙年踰七十，一朝覆败，忧愤而卒。

## 家族
曾祖倪岳；祖父倪軒；父倪復光。